# Chrostobapta
Chrostobapta is een geslacht van vlinders van de familie spanners (Geometridae), uit de onderfamilie Ennominae.

## Soorten
- C. insulata Warren, 1898
- C. kuehni Warren, 1902